# 1887 års firman
1887 års firman var ett kejserligt firman (dekret) utfärdat av sultan Abdul Hamid II av Osmanska riket år 1887.
Britterna drev länge en utrikespolitisk policy av diplomatiska påtryckningar mot Osmanska riket att motarbeta slaveri och slavhandel. 
Genom ett firman (dekret) 1887 förklarades slaveriet inte längre ha något legal grund i Osmanska riket, i engelsk översättning: "The Imperial government not officially recognizing the state of slavery, considers by law every person living in the empire to be free". 
Slaveri hade därmed formellt inte längre någon laglig grund. Detta har tolkats som slaveriets formella avskaffande i Osmanska riket. 
Detta avskaffande var dock nominellt, och slavhandel och slaveri fortsatte de facto. Efter brittiska påtryckningar utfärdade sultan Abdul Hamid II en lag mot handeln med afrikanska slavar 30 december 1889, 1889 års Kanunname. Denna lag inkluderade dock inga straff mot lagbrytare och bedömdes av britterna som tandlös.